# Liverpool-kráter
A Liverpool-kráter egy becsapódási kráter Ausztrália Északi területén, Arnhem-földön. Nevét a közeli Liverpool-folyóról kapta.

## A kráter felfedezése
Az őslakók már évezredek óta ismerték a helyet, úgy tartották, egy óriásharcsa fészke volt egykor, ezért szent helyként tisztelték.
Az 1600 méter átmérőjű, közel kerek kráter Ausztrália egyik legnéptelenebb trópusi területén található. A kutatók az 1960-as évek közepén fedezték fel, geológiai térképezések során. A következő, még mindig nem túl részletes tudományos vizsgálat 1975 körül történt. Noha a becsapódásos eredet már akkoriban is felmerült, ennek tisztázása csak jóval később történt meg, a 2004 körüli harmadik expedíció során. A kutatók ekkor már jól felszerelve, helikopterrel érkeztek a járhatatlan tájra.

## A kráter leírása
Az egykori becsapódás sáncának lepusztult maradványa látható a felszínen, egy 1600 méter átmérőjű, gyűrű alakú enyhe kiemelkedés formájában. A becsapódás kora pontosan nem tisztázott, de a paleoproterozoikum idejéből való homokkőnél fiatalabb, mivel a becsapódás abba történt. A krátert idővel fiatalabb homokkő töltötte ki, lassan betemetődött, majd az erózió hatására ismét felszínre került. A betemetődés hatására jobban megőrződött, mint azt kora indokolná. A kitöltő homokkő korát eleinte a kréta idejéből valónak gondolták, mára idősebbnek vélik, a neoproterozoikum idejéből. Enyhe ovális alakjából arra következtetnek, hogy a becsapódó test alacsonyabb szögből érkezhetett. A meteorit darabjait nem találták meg, a becsapódásra a töredezett és breccsásodott alapkőzet és deformálódott kőzetek utalnak.

## A kráter megközelítése
A kráterhez legközelebbi település a néhány lakosú West Arnhem, a kráter onnan légvonalban 20 kilométer déli irányban. A legközelebbi út a West Arnhemtől dél felé tartó földút, onnan a kráter 8 kilométer, de igen nehéz, gyakorlatilag járhatatlan terepen. West Arnhem Jabiru felől közelíthető meg, kb. 250 kilométeres földúton, szinte lakatlan területen. Jabiruból az Arnhem Highway aszfaltúton lehet Darwinba, vagy a Kakadu Highway úton Pine Creekbe jutni.